# Wladislaus II van Płock
Wladislaus II van Płock (31 oktober 1448 - 27 februari 1462) was van 1455 tot aan zijn dood hertog van Płock. Hij behoorde tot de Mazovische tak van het huis Piasten.

## Levensloop
Wladislaus II was de tweede zoon van hertog Wladislaus I van Płock en diens echtgenote Anna, dochter van hertog Koenraad V van Oels.
Na het overlijden van zijn vader in 1455 erfde hij samen met zijn oudere broer Ziemovit VI de hertogdommen Płock, Rawa, Belz, Płońsk, Zawkrze en Wizna. Wegens hun minderjarigheid werden de broers onder het regentschap geplaatst van hun moeder en van bisschop Paweł Giżycki van Płock. In 1459 kwamen de broers eveneens in het bezit van district Gostynin na het overlijden van hun tante Margaretha van Ratibor, die dit district in 1442 had geërfd na het overlijden van haar echtgenoot Ziemovit V. Hetzelfde jaar werd zijn oudere broer Ziemovit VI volwassen verklaard, waarna die zelfstandig regeerde en het regentschap van Wladislaus II op zich nam.
Na het overlijden van zijn broer Ziemovit in de nieuwjaarsnacht van 1461 op 1462 werd Wladislaus de enige heerser van zijn vaderlijke domeinen. Wegens zijn minderjarigheid traden zijn moeder en bisschop Paweł Giżycki van Płock opnieuw op als regenten. Wladislaus stierf echter bijna twee maanden later. Omdat de overlijdens van de broers zo kort na elkaar waren, deden er geruchten de ronde dat de broers vergiftigd zouden zijn. Slotvoogd Gotard van Rybna van Sochaczew werd hiervoor verantwoordelijk gehouden, omdat die door Ziemovit VI en Wladislaus II van zijn landen was ontheven. De sensationele beschuldigingen werden echter vrijwel algemeen verworpen. Vermoedelijk stierven de broers aan tuberculose, een ziekte waaraan ook hun vader was gestorven. 
Met de dood van Wladislaus II stierf de Mazovische linie van het huis Piasten uit, waardoor koning Casimir IV van Polen al zijn landerijen wilde annexeren. Dit veroorzaakte hevige tegenstand bij Wladislaus' tante Catharina en bij de Mazovische adel. De Poolse koning kon hierdoor uiteindelijk enkel de districten Rawa, Belz en Gostynin annexeren, terwijl de districten Płock, Płońsk en Zawkrze overgenomen werden door hertog Koenraad III van Warschau, de dichtste mannelijke verwante van Wladislaus II.